# Iglesia de San Andrés (Valencia de Areo)

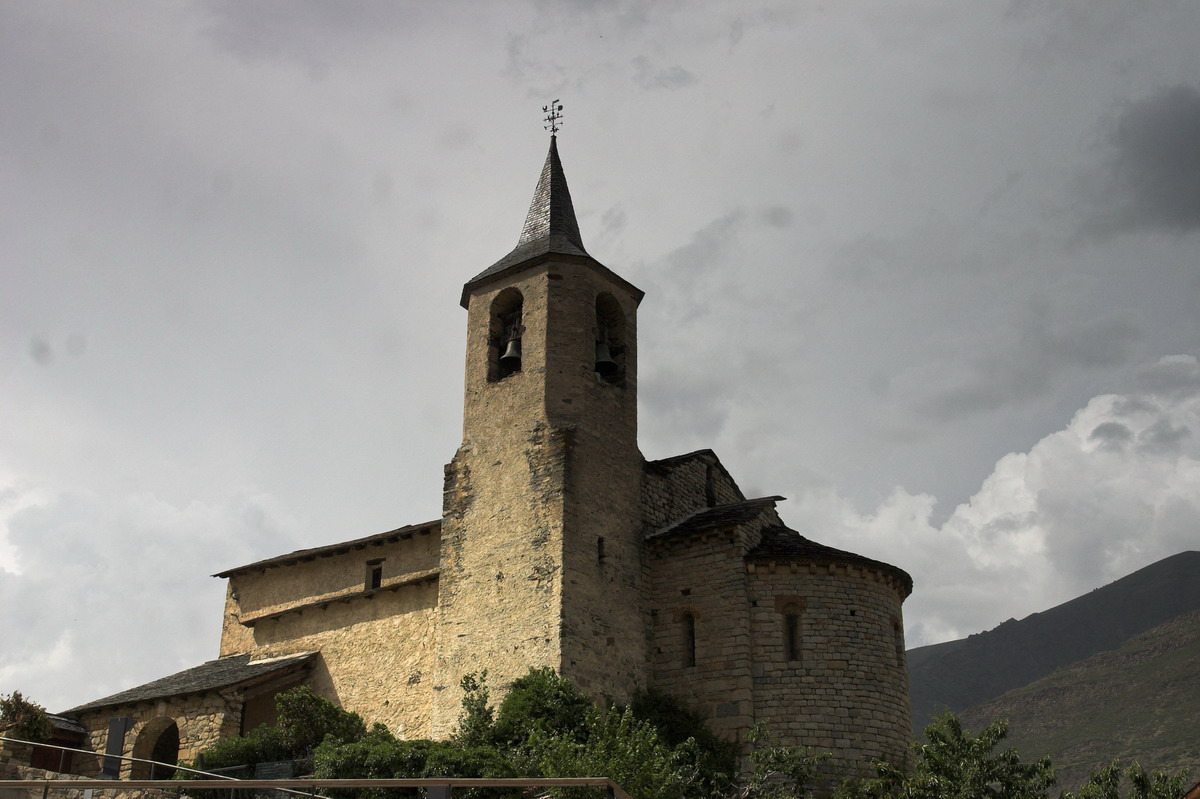
Iglesia de San Andrés de Valencia de Areo

La iglesia de San Andrés está situada en la localidad de Valencia de Areo, en el municipio de Alto Aneu, en la comarca catalana del Pallars Sobirá en la provincia de Lérida.
Por su arquitectura se considera su existencia en el siglo XII, ya que no se tiene ninguna documentación de la época medieval sobre la iglesia.

## El edificio
De una sola nave con un ábside semicurcular, cubierta con una bóveda de cañón y con tres ventanas; por su exterior se observa un friso de piedra calcárea decorado con motivo ajedrezado y con soporte de unas pequeñas ménsulas esculpidas con adornos geométricos.
Se conservan en el Museo Diocesano de Urgel, tres fragmentos de la pintura mural de su ábside, representando la Adoración de los Reyes con una Maiestas Mariae, con el Niño en su falda.
Una talla de un Cristo crucificado, datado de la segunda mitad del siglo XII, se conserva en el Museo Frederic Marès de Barcelona.